# Albert Berzeviczy

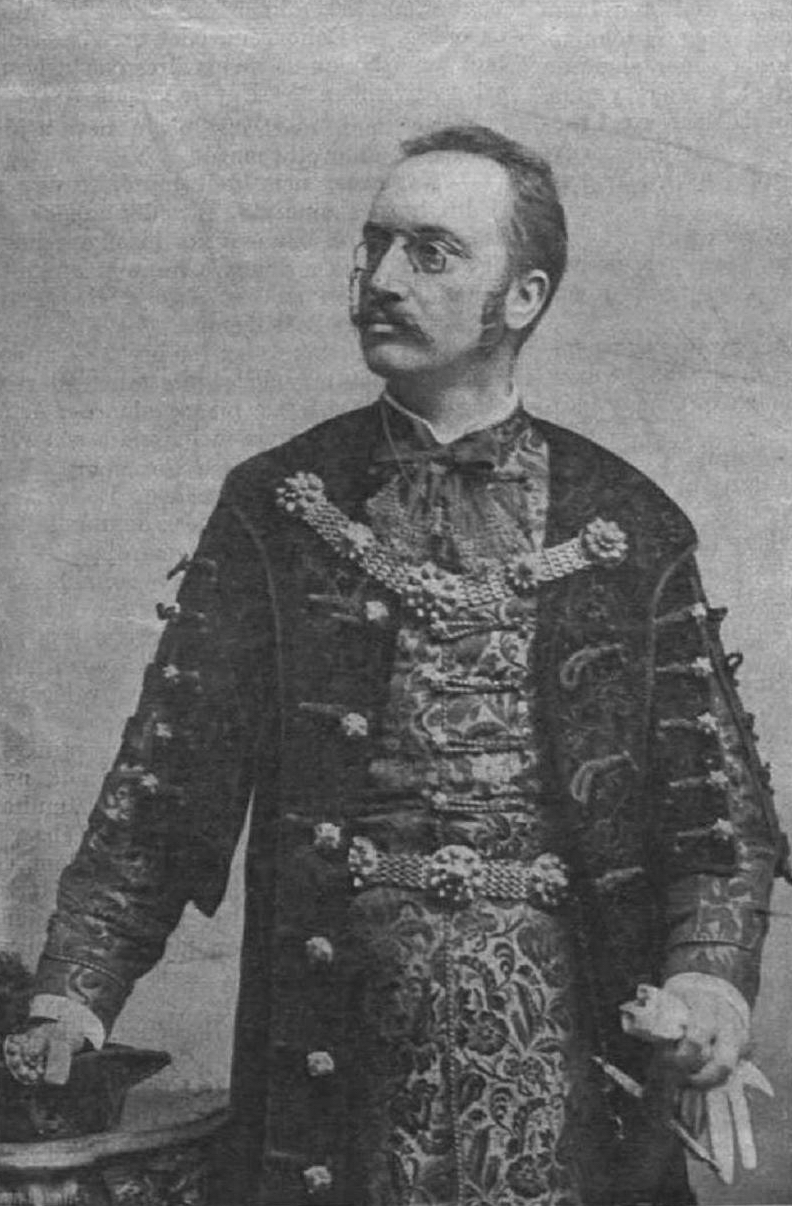
Albert Berzeviczy in Magnatentracht, um 1910

Albert Berzeviczy von Berzevicze und Kakaslomnicz (auch Albert von Berzevicze oder Albert Berzeviczy von Berzevicze, ungarisch Berzeviczei és kakaslomniczi Berzeviczy Albert, * 7. Juni 1853 in Berzevice, Komitat Sáros; † 22. März 1936 in Budapest) war ein ungarischer Politiker, Minister und erster Präsident des Ungarischen Olympischen Komitees.

## Leben
Berzeviczy wurde im damals oberungarischen Berzevice (heute Brezovica, Slowakei) geboren und entstammte einer alten ungarischen Adelsfamilie, deren Wurzeln bis ins 13. Jahrhundert zurückreichen. Über seine Mutter war er mit dem bekannten Maler Pál Szinyei Merse verwandt, dessen Cousin er war. Nach dem Jurastudium in Kassa und Budapest wurde er als Mitglied der Liberalen Partei 1881 für den Wahlbezirk Eperjes erstmals in den ungarischen Reichstag gewählt. Als Staatssekretär und Minister (1903–1905) im k. u. Ministerium für Unterricht und Kultus setzte Berzeviczy sich in besonderer Weise für die Entwicklung der Wissenschaft und des Sports in Ungarn ein. Er war Mitgründer und von 1895 bis 1904 erster Präsident des Ungarischen Olympischen Komitees (Magyar Olimpiai Bizottság). Ab 1905 war er bis zu seinem Tod 1936 Präsident der Ungarischen Akademie der Wissenschaften und von 1910 bis 1911 Präsident des Repräsentantenhauses. 1917 wurde Albert Berzeviczy Mitglied des Magnatenhauses und war ab 1923 Präsident der Kisfaludy-Gesellschaft.